# Transposição do rio São Francisco
A transposição do rio São Francisco é um projeto de deslocamento de parte das águas do rio São Francisco, no Brasil, nomeado, pelo governo brasileiro, Projeto de Integração do Rio São Francisco com Bacias Hidrográficas do Nordeste Setentrional.
O projeto é um empreendimento do governo federal, sob responsabilidade do Ministério do Desenvolvimento Regional. A obra original prevê a construção de mais de 700 quilômetros de canais de concreto em dois grandes eixos (Norte e Leste) ao longo do território de quatro estados (Pernambuco, Paraíba, Ceará e Rio Grande do Norte) para o desvio das águas do rio. Ao longo do caminho, o projeto prevê a construção de nove estações de bombeamento de água. Mais tarde aventou a possibilidade do chamado eixo Sul, abrangendo a Bahia e Sergipe e eixo oeste, no Piauí.
Orçado atualmente em 8,2 bilhões de reais, o projeto prevê a condução das águas do rio para bacias hidrográficas das região Nordeste setentrional e semiárida, beneficiando Ceará, Paraíba, Pernambuco e Rio Grande do Norte, do Brasil para garantir segurança hídrica dessas regiões que sofrem com a escassez e a irregularidade das chuvas. O principal argumento da polêmica é sobre o destino da água: os críticos alegam que será retirada de regiões onde a demanda por água para uso humano e dessedentação animal é maior que a demanda na região de destino e que a finalidade última da transposição é disponibilizar água para a agroindústria e a carcinicultura — contudo, apesar da controvérsia, tais finalidades são elencadas como positivas no Relatório de Impacto Ambiental (Rima) em razão da consequente geração de emprego e renda. Iniciada em 2007, durante o governo Lula, a conclusão da transposição estava originalmente planejada para 2012, mas atrasos mudaram a data prevista para 2022.
No dia 9 de fevereiro de 2022, o Governo Federal finalizou partes da transposição do Rio São Francisco, que já estavam 92,5% prontas desde anos anteriores, concluindo as obras dos eixos Norte e Leste do Projeto Original de Integração do Rio São Francisco, além do ramal do Agreste. O governo também iniciou as obras dos ramais do Apodi, no Rio Grande do Norte, e do Salgado, no Ceará, partes do projeto original. Além disso, o Cinturão das Águas do Ceará (CAC), as Vertentes Litorâneas da Paraíba, a Adutora do Agreste Pernambucano e o Projeto/Sistema Seridó, no Rio Grande do Norte também ainda estão em obras. Já o Ramal do Piancó, na Paraíba, o Canal do Xingó, em Sergipe e o Canal do Sertão Baiano estão em fase de estudos e com projetos em desenvolvimento.

## Histórico

### Império do Brasil
A ideia de transposição das águas do rio São Francisco remonta à década de 1840, no tempo do Império do Brasil sob o reinado de Dom Pedro II, já sendo vista, por alguns intelectuais de então, como a única solução para a seca do Nordeste. Os dois anos de estiagem que o Nordeste enfrentou – de 1844 a 1845 – motivaram o intendente da comarca do Crato, no Ceará, Marcos Antônio de Macedo, a propor um projeto para trazer água do São Francisco para o seu estado. O canal partiria de Cabrobó, em Pernambuco, para abastecer o rio Jaguaribe, um dos principais do Ceará. Foi o primeiro projeto de transposição das águas do rio São Francisco, elaborado em 1847. Naquela época, não foi iniciado o projeto por falta de recursos da engenharia.
30 anos se passaram sem que o imperador Dom Pedro II tomasse conhecimento do ousado plano, até que o Nordeste enfrentou uma das mais terríveis secas de sua história, conhecida como a Grande Seca, de 1877 a 1879. Toda região foi afetada, contudo a província do Ceará foi a mais atingida, onde cerca de 10% da população pereceu (a província tinha por volta de 800 mil habitantes). Desistiu de retomá-lo, porém, porque estudos feitos pelo Barão de Capanema demonstraram não haver recursos técnicos para fazer com que as águas transpusessem a Chapada do Araripe, localizada na divisa dos estados do Ceará, Piauí e Pernambuco.
Nos últimos doze anos do Império, o parlamento brasileiro sempre recusou as propostas do imperador[carece de fontes?] para a construção de um canal de transposição, alegando que tal idealização tratava-se de uma obra faraônica e de elevado custo. Dom Pedro II vendeu joias, obras de arte e pinturas para arrecadar fundos a fim de custear as obras, entretanto, a quantia obtida era insuficiente.[carece de fontes?] Depois da seca de 1877, o imperador envia uma equipe de engenheiros para a região nordestina para estudar as possibilidades de projetos de engenharia com a intenção de amenizar as consequências das secas. Os resultados desses estudos, realizados por engenheiros brasileiros e ingleses, indicaram a construção de barragens ou açudes. O Açude Cedro foi umas das primeiras grandes obras de combate à seca realizadas pelo Governo Imperial. A ordem de construção foi dada por D. Pedro II em decorrência do grande impacto social provocado pela seca de 1877, porém o início das obras deu-se durante os governos republicanos entre 1890 e 1906.

 Não restará uma joia da Coroa, mas nenhum nordestino morrerá de fome — D. Pedro II.

### República
Ao longo do século XX, a transposição do São Francisco continuou a ser vista como uma solução para o aumentar as disponibilidades em água no Nordeste Setentrional. A discussão foi retomada em 1943 pelo Presidente Getúlio Vargas.
O primeiro projeto consistente surgiu no governo João Batista de Oliveira Figueiredo, quando Mário Andreazza era Ministro do Interior, após uma das mais longas estiagens da história (1979-1983) e foi elaborado pelo extinto Departamento Nacional de Obras e Saneamento (DNOS).[carece de fontes?]
Em 1991 a 1993, houve uma seca menos intensa, mas ampla que atingiu também Fortaleza, no Ceará, e Campina Grande, na Paraíba. No âmbito regional, Ciro Gomes, então o governador do Ceará, construiu o Canal do Trabalhador em apenas 90 dias para abastecer Fortaleza, trazendo águas do Rio Jaguaribe. Na Paraíba, o governador na época, Cícero Lucena, pleiteou sem sucesso recursos federais para construir a adutora de Moxotó para abastecer Campina Grande com águas do Rio São Francisco.
Em âmbito nacional, em agosto de 1994, o presidente Itamar Franco enviou um Decreto ao Senado, declarando ser de interesse da União estudos sobre o potencial hídrico das bacias das regiões semiáridas dos estados do Pernambuco, Ceará, Rio Grande do Norte e Paraíba. Convidou o então ex-ministro da Administração, o Deputado Federal pelo Rio Grande do Norte, Aluízio Alves, para ser Ministro da Integração Regional e levar adiante a execução do projeto, o então ministro da Integração Regional do governo Itamar Franco, Aluízio Alves, apresentou um projeto semelhante ao de Mario Andreazza, mas prevendo a retirada de apenas 150 metros cúbicos do Rio São Francisco, a ser realizado em 180 dias em caráter emergencial. A seca terminou em 1994 e o projeto não chegou a sair do papel.
Fernando Henrique Cardoso, ao assumir o governo, assinou o documento "Compromisso pela Vida do São Francisco", propondo a revitalização do rio e a construção dos canais de transposição: o Eixo Norte, o Eixo Leste, Sertão e Remanso. Previa ainda a transposição do Rio Tocantins para o Rio São Francisco, grande projeto da época do Ministro Andreazza.
Tais projetos não foram adiante no Governo FHC, mas durante seu governo foram criados o Comitê da Bacia Hidrográfica do Rio São Francisco (CBHSF) e o Projeto de Conservação e Revitalização da Bacia Hidrográfica do São Francisco (PCRBHSF), ambos através do Decreto de 5 de junho de 2001. Estes órgãos foram criados no marco do novo modelo de gestão dos recursos hídricos, expresso pela Lei das Águas. Os Comitês das Bacias, compostos por representantes dos estados e municípios cujos territórios contenham parte da bacia, dos usuários das águas e entidades civis de recursos hídricos que atuem na bacia, representam uma forma descentralizada e participativa da gestão dos recursos hídricos.
Durante o primeiro mandato do Presidente Lula, o governo federal contratou as empresas Ecology and Environment do Brasil, Agrar Consultoria e Estudos Técnicos e JP Meio Ambiente para reformularem e continuarem os estudos ambientais para fins de licenciamento do projeto pelo IBAMA através de “Estudos e Relatórios de Impacto Ambiental”. O projeto foi colocado à cargo do Ministério da Integração Nacional, comandado pelo então ministro Ciro Gomes, ferrenho defensor da proposta e considerado, junto à Lula, o grande realizador da iniciativa.
Os estudos foram conduzidos em duas frentes: Estudos de Inserção Regional, que avaliou a demanda e a disponibilidade de água no Nordeste Setentrional, considerando uma área mais ampla que a beneficiada pelo empreendimento; e Estudos de Viabilidade Técnico-Econômica, considerando o melhor traçado dos canais, o planejamento e custo das obras, e a sua viabilidade econômica.
Estas empresas foram responsáveis pelos Estudos de Impacto Ambiental e pelo Relatório de Impacto Ambiental, apresentados em julho de 2004, que contêm a versão atual do projeto, agora intitulado Projeto de Integração do Rio São Francisco com as Bacias Hidrográficas do Nordeste Setentrional.
Também em julho de 2004, o Plano Decenal de Recursos Hídricos da Bacia do São Francisco foi aprovado pelo CBHSF, durante reunião em Juazeiro, na Bahia, à exceção do ponto que definiria o uso externo das águas da bacia, que foi postergado para uma reunião extraordinária, após pedido de vistas pelo Secretário de Recursos Hídricos do Ministério do Meio Ambiente – MMA, a fim de assegurar uma melhor avaliação pelo assunto.
Durante esta reunião extraordinária, em outubro de 2007, as atribuições do Comitê de Bacia para definir os usos das águas do rio São Francisco foi questionada pelo Secretário do MMA, que propôs que tal matéria fosse definida pelo Conselho Nacional de Recursos Hídricos, presidido pela então Ministra do Meio Ambiente Marina Silva, no qual a maioria dos membros é representante do governo.
Ao votar a matéria, o Comitê considerou legítimas as suas atribuições e, por 42 votos contra 4, estabeleceu que as águas do São Francisco só poderiam ser utilizadas fora da Bacia em casos de escassez comprovada e para consumo humano e dessedentação animal.

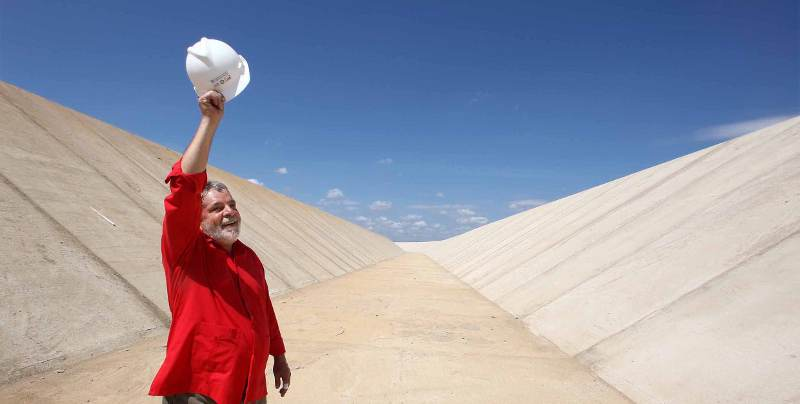
O então presidente Lula em visita à obra, em Cabrobó, Pernambuco, em 2009

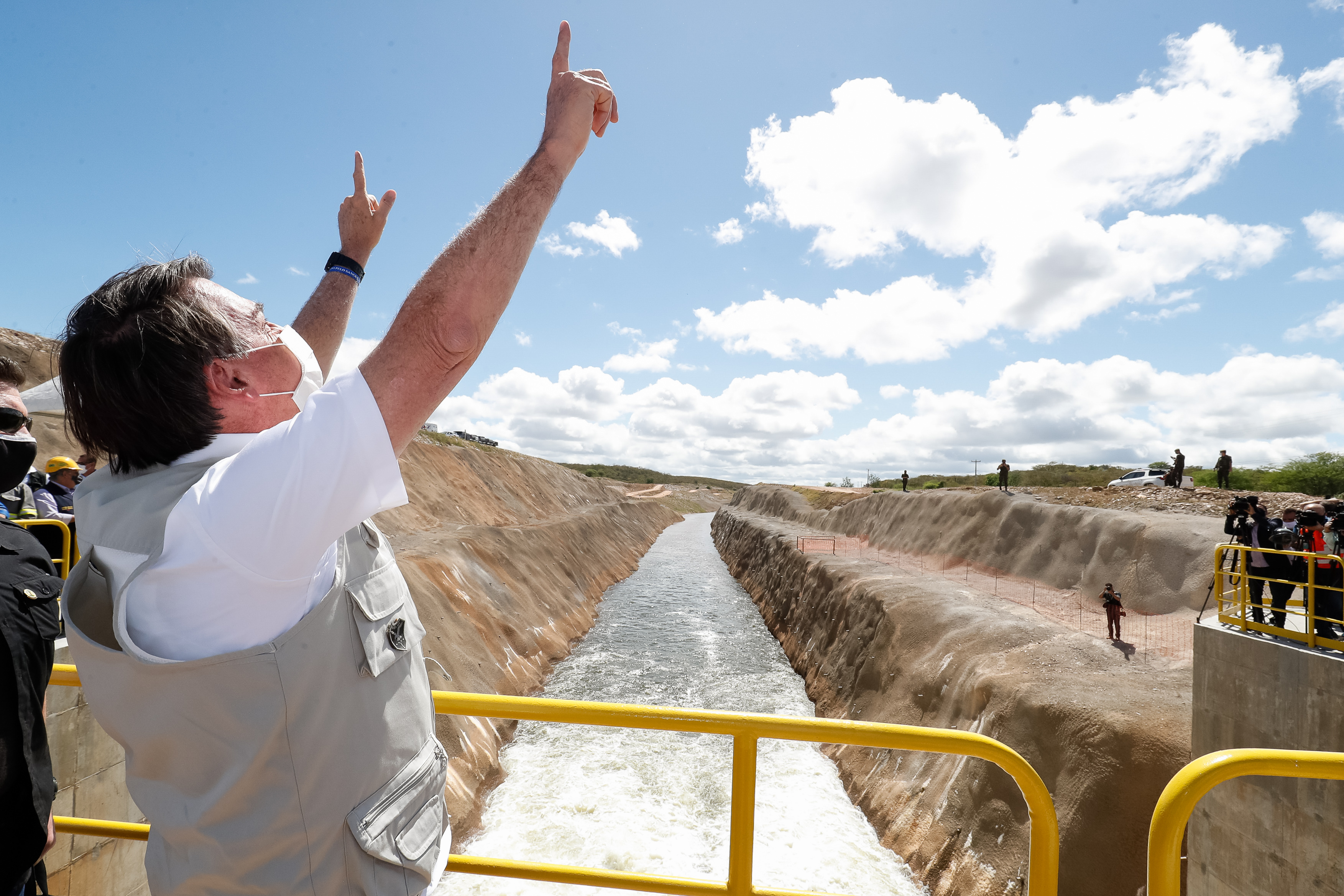
O então presidente Bolsonaro em visita à obra, na chegada das águas do Rio São Francisco ao Ceará, em 2020

Através da resolução 47/2005 (17/1), o Conselho Nacional de Recursos Hídricos (CNRH), aprovou o Projeto de Integração do Rio São Francisco com as Bacias Hidrográficas do Nordeste Setentrional. No entender da ANA — Agência Nacional de Águas: "O comitê de bacia é órgão responsável pela aprovação do plano da bacia onde são definidas as prioridades de obras e ações no âmbito da bacia hidrográfica e tem o papel de negociador, com instrumentos técnicos para analisar o problema dentro de um contexto mais amplo. Todavia, a outorga de direito de uso da água na bacia é de responsabilidade dos órgãos gestores estaduais e da ANA.  A deliberação sobre ações que transcendem o âmbito da bacia é de responsabilidade do Conselho Nacional de Recursos Hídricos, órgão superior do sistema nacional de gerenciamento de recursos hídricos".
A ideia da transposição prevê o desvio de 1% a 3% das suas águas para abastecer rios temporários e açudes que secam durante o período de estiagem.
Em 2017, a Controladoria-Geral da União e a Secretaria Federal de Controle Interno publicaram o Relatório de Avaliação da Execução de Programa de Governo nº 81 (Manutenção do Projeto de Integração do Rio São Francisco na Fase de Pré-Operação). No relatório, informa que a transposição do São Francisco, visa captar água e direcionar para dois eixos independentes: Norte e Leste, a jusante de Sobradinho (CGU, 2017)
Com 270 km de extensão de canais, o Eixo Norte capta água no São Francisco, próximo ao município de Cabrobó (PE), para o sertão dos estados de Pernambuco, Rio Grande do Norte, Ceará e Paraíba. O Eixo Leste, por sua vez, tem captação de água iniciada no lago da Barragem de Itaparica (entre Pernambuco e Bahia), no município de Floresta (PE), até o rio Paraíba. São 217 km de canais que levarão água até parte do sertão e do agreste de Pernambuco e da Paraíba. Os dois pontos de captação inicial da transposição distam menos de 100 km entre si.
Neste mesmo relatório, a Controladoria Geral da União (CGU) publica as informações as quais atesta que até 2016, 97,5% da obra estão prontos. Segundo o documento, o Eixo Leste está 100% concluído, e só faltam 4,6% para finalizar o Eixo Norte.

### Outra transposição na bacia do rio São Francisco
Esta transposição citada acima não é a primeira na bacia do Velho Chico. Em 1963, visando não inundar a cidade de Capitólio, o Rio Piumhi, afluente do Rio Grande, teve toda sua bacia (com seus 22 afluentes), juntamente com sua ictiofauna, transposta para a Bacia do Rio São Francisco quando da construção da Usina Hidrelétrica de Furnas. Atualmente, pesquisadores da Universidade Federal de São Carlos e da Universidade Federal do Rio de Janeiro desenvolvem pesquisas na região.

## Descrição

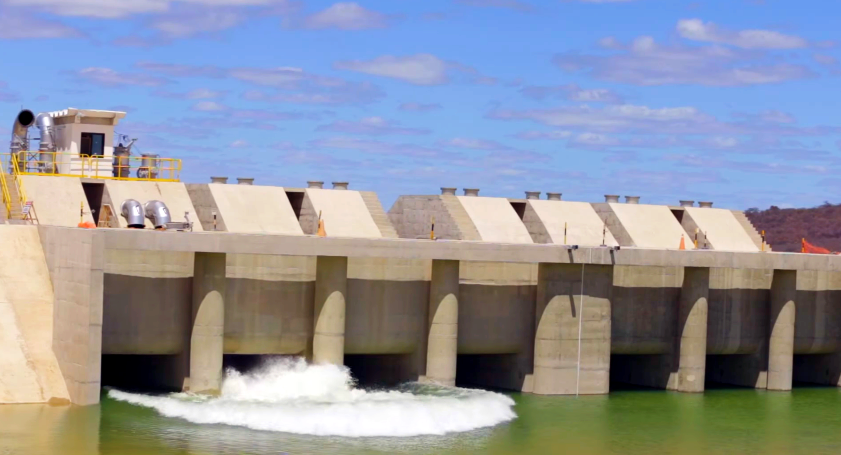
Estação de bombeamento 1 do Eixo Norte, em Cabrobó, inaugurada em 13 de maio de 2014

Com previsão de beneficiar 12 milhões de pessoas, o projeto prevê a captação de apenas 1,4% da vazão de 1 850 m³/s do São Francisco, dividida em dois eixos de transposição:
- Eixo Norte: Constitui-se em um percurso de aproximadamente 400 km, com ponto de captação de águas próximo à cidade de Cabrobó, Pernambuco. As águas serão transpostas aos rios Salgado e Jaguaribe até os reservatórios de Atalho e Castanhão no Ceará; ao Rio Apodi, no Rio Grande do Norte; e Rio Piranhas-Açu, na Paraíba e Rio Grande do Norte, chegando aos reservatórios de Engenheiro Ávidos e São Gonçalo, ambos na Paraíba e Armando Ribeiro Gonçalves, Santa Cruz e Pau dos Ferros, no Rio Grande do Norte.

Em Pernambuco, prevê-se a disponibilização de água para atender a demanda dos municípios banhados pelas bacias dos rios Brígida, Terra Nova e Pajeú, que compartilham a Bacia do São Francisco. Na região de Brígida, uma ramificação do canal de transposição com cerca de 200 km de extensão está prevista para conduzir parte das águas até os açudes de Entre Montes e Chapéu. O projeto prevê uma vazão máxima de 99 m³/s e uma vazão de operação de 16,4 m³/s. Segundo o Ministério da Integração Nacional, a capacidade máxima será utilizada em períodos de escassez de água nas bacias receptoras e quando Sobradinho esteja em regime de espera para contenção de cheias ou com 94% de sua capacidade.
- Eixo Leste: As águas deste eixo percorrerão a distância de 220 km, a partir da barragem de Itaparica, no município de Floresta (Pernambuco), alcançarão o rio Paraíba, na Paraíba, e deverão atingir os reservatórios existentes nas bacias receptoras: Poço da Cruz, em Pernambuco, e Epitácio Pessoa (Boqueirão), na Paraíba.

Ramificações serão construídas para transferir parte da vazão para as bacias do rio Pajeú, do rio Moxotó e para a região agreste de Pernambuco, através da construção de um ramal de 70 km que interligará o Eixo Leste à bacia do rio Ipojuca. A vazão máxima prevista é de 28 m³/s, mas a vazão média operacional será de 10 m³/s.
De forma similar ao Eixo Norte, prevê-se que o sistema possa operar na vazão máxima em períodos de necessidade da bacia receptora e quando Sobradinho esteja em regime de espera para contenção de cheias ou com 94% de sua capacidade.
A engenharia dos eixos de integração consiste em canais abertos, de seção trapezoidal variável, os maiores sendo de 25 metros de largura e 5 de profundidade, impermeabilizados com geomembrana protegida por uma camada de 5 cm de concreto.  Nas regiões de travessia de riachos e rios serão construídos aquedutos. Para ultrapassar regiões de maior altitude, serão construídos túneis. Para chegar ao seu destino, as águas devem vencer barreiras impostas pelo relevo. Nove estações de bombeamento para elevar a água serão construídas: três no Eixo Norte, para vencer altitudes de 165 m e seis no Eixo Leste, onde as águas serão elevadas à altitude de 304 m.  Prevê-se ainda a construção de 30 barragens ao longo dos canais, que funcionarão como reservatórios de compensação para permitir o escoamento da água mesmo durante as horas em que o bombeamento esteja desligado (3 a 4 horas por dia).
Fazer a transposição e manter a estrutura funcionando têm custos altos. Isso encarecerá a água para o consumidor. O custo final da água será R$ 0,013 por 1000 litros (m³).  Entretanto, como os reservatórios poderão trabalhar com menores volumes, serão reduzidas as perdas por evaporação e haverá um ganho de água antes perdida para o Sol. Esse ganho de água, estimado em 24 000 litros por segundo, foi denominado de sinergia hídrica e barateará o custo médio da água transposta.
O rio São Francisco é responsável por boa parte da geração de energia do país e é bastante navegável, o que propicia eficiência no transporte de cargas. O São Francisco possui uma grande importância econômica na região por onde passa, pois é usado para irrigação de plantações e pesca. A sua importância social é o fornecimento de água e de alimento (peixes) para a população.
Relatório de impacto ambiental
Segundo o Relatório de Impacto Ambiental (RIMA), divulgado pelo Ministério da Integração Nacional, o projeto visa ao fornecimento de água para vários fins, sendo que a maioria seria dedicada à irrigação: 70% para irrigação, 26% para uso industrial e 4% para população difusa.
Prevê-se que o sistema de transposição esteja em plena operação entre 15 e 20 anos do início das obras.
A área de abrangência dos impactos divulgados pelo RIMA compreende uma faixa ao longo dos canais de transposição com 5 km de largura para cada lado. Uma das críticas que se faz ao projeto é a ausência de estudos sobre os impactos na bacia doadora e seus afluentes e nas bacias receptoras.
O RIMA relatou 44 impactos ambientais previstos devido à obra. Destes 23 foram considerados os principais. São eles:
- Impactos positivos:

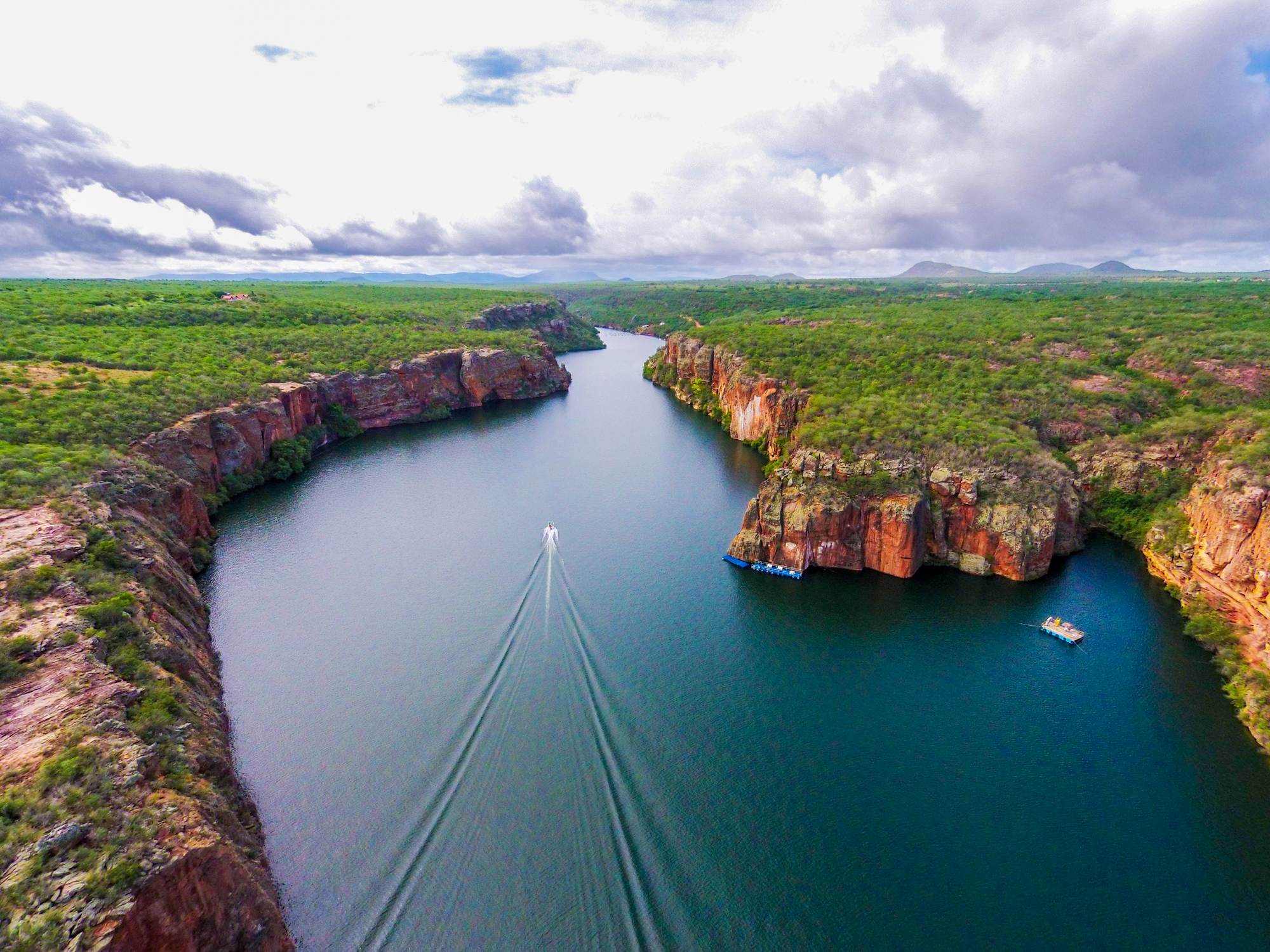
Cânion de Xingó no Rio São Francisco, município de Delmiro Gouveia, parte do Monumento Natural do Rio São Francisco

1. Aumento da água disponível e diminuição da perda devido aos reservatórios.
2. Geração de 5 mil empregos durante a construção da obra (quatro anos), sobretudo nas cidades onde serão implantados os canteiros de obras. Entretanto, ao término das obras, não haverá um impacto significativo em termos de geração de empregos.
3. Aumento da renda e do comércio das regiões atingidas. Durante a obra, haverá grande incremento no comércio e renda nas cidades que abrigarão os canteiros de obra. A longo prazo, a elevação do emprego e renda virão da agricultura irrigada e da indústria, que serão consequências da transposição.
4. Abastecimento de até 12,4 milhões de pessoas das cidades, através de sistemas de abastecimento urbano já implantados, em implantação ou em planejamento pelas autoridades locais.
5. Abastecimento rural com água de boa qualidade. O projeto prevê a construção de chafarizes públicos em 400 localidades urbanas do sertão inseridas na região do projeto que não possuem sistema de abastecimento adequado.
6. Redução de problemas trazidos pela seca, como a escassez de alimentos, baixa produtividade no campo e desemprego rural. Estima-se que 340 mil pessoas seriam beneficiadas, sobretudo na Bacia do Piranhas-Açu (39%) e na bacia do Jaguaribe (29%).
7. Irrigação de áreas abandonadas e criação de novas fronteiras agrícolas. Pode-se viabilizar, de acordo com os estudos realizados, aproximadamente 161 500 hectares em 2025, sendo 24 400 hectares para irrigação difusa ao longo dos canais e 137 100 hectares para irrigação planejada.
8. A qualidade da água dos rios e açudes das regiões receptoras será beneficiada com as águas do São Francisco.
9. A oferta de água irá ajudar a fixar cerca de 400 mil pessoas no campo.
10. Redução de doenças e óbitos gerados pelo consumo de água contaminada ou pela falta de água. Estima-se que baixará em cerca de 14 mil o número de internações provocadas por doenças de associação hídrica no ano de 2025 de uma previsão de 53 mil na ausência do projeto.
11. Redução da pressão na infraestrutura de saúde devido à diminuição dos casos de doenças trazidas pelas águas impróprias.

- Impactos negativos:

1. Perda do emprego da população nas regiões desapropriadas e dos trabalhadores ao término das obras.
2. Modificação nos ecossistemas dos rios da região receptora, alterando a população de plantas e animais aquáticos. A criação de ambientes aquáticos distintos dos existentes e a alteração dos volumes de água nos rios receptores promoverão uma seleção das espécies.
3. Risco de redução da biodiversidade das comunidades biológicas aquáticas nativas nas bacias receptoras. A seleção entre as espécies exóticas e nativas das regiões receptoras pode impactar na redução de espécies nativas.
4. Introdução de tensões e riscos sociais durante a fase de obra. No início das obras, prevê-se a perda de emprego e renda nas áreas rurais devido às desapropriações, a remoção da população das regiões onde passarão os canais e a imigração para as cidades em busca de emprego nas obras. Ao término da obra, a dispensa de trabalhadores pode ser foco de conflitos.
5. A desapropriação das terras e o êxodo das regiões atingidas alterará o modo de vida e os laços comunitários de parentesco e compadrio, que são muito importantes para enfrentar as condições precárias de vida de muitas comunidades.
6. Circulação de trabalhadores por terras indígenas de duas etnias: Truká e Pipipã, gerando interferências indesejáveis.
7. Pressão na infraestrutura urbana das cidades que irão receber os trabalhadores, aumentando a demanda por moradia e serviços de saúde.
8. A região do projeto possui muitos sítios arqueológicos, colocando-os em risco de perda devido às escavações, nas áreas a serem inundadas pelos reservatórios e no curso dos rios cujo volume será aumentado.
9. Desmatamento de 430 hectares de terra com flora nativa e possível desaparecimento do habitat de animais terrestres habitantes destas regiões. As espécies da flora mais relevantes são caatinga arbórea e a caatinga arbustiva densa.
10. Introdução de espécies de peixe prejudiciais ao homem na região, como piranhas e pirambebas, que se alimentam de outros peixes e se reproduzem em água parada.
11. A diminuição dos volumes dos açudes provocará a redução da biodiversidade de peixes.
12. Alguns rios não têm capacidade para receber o volume de água projetado, inundando os riachos paralelos.

- Demais impactos citados no relatório:

Dos outros 21 impactos que constam no relatório, somente o primeiro listado abaixo é considerado positivo. Os demais são classificados como negativos, segundo a página 75 do RIMA. São eles:
1. Aumento da recarga fluvial dos aquíferos.
2. Modificação no regime fluvial do rio São Francisco.
3. Redução da geração de energia elétrica no rio São Francisco.
4. Perda das receitas municipais que são pagas como compensação aos municípios onde se concentram as usinas hidrelétricas.
5. Peixes e outros organismos aquáticos são importantes na reconstrução da história biogeográfica das bacias hidrográficas. A alteração dos ecossistemas pode impactar no conhecimento da história da região.
6. Aumento das atividades de caça e diminuição da população de espécies cinergéticas devido ao desmatamento na fase de construção. Os animais ameaçados por estas atividades são os anfíbios, répteis, mamíferos e aves. Alguns destes animais encontram-se vulneráveis ou ameaçados de extinção regional, como o tatu-bola, a onça-pintada, o macaco-prego, o tatuí, o porco-do-mato e o tatu-de-rabo-mole.
7. Diminuição da diversidade de fauna terrestre.
8. Perda de terras apropriadas para agricultura.
9. Instabilização das encostas no entorno dos corpos d'água.
10. Geração ou incremento da erosão e carreamento de sedimentos durante a construção.
11. Início ou aceleração dos processos de desertificação durante a operação do sistema.
12. Alteração do comportamento hidrossedimentológico dos corpos d'água.
13. Risco de eutrofização dos novos reservatórios.
14. Risco de acidentes com a população durante a obra devido ao trânsito de máquinas e equipamentos.
15. Aumento de emissão de poeira durante a construção e operação do sistema.
16. Conflitos nas áreas de mineração pelas quais passarão as águas.
17. Especulação imobiliária ao longo das várzeas por onde passarão os canais.
18. Risco de acidentes com animais peçonhentos, sobretudo cobras.
19. Aumento e/ou aparecimento de doenças: O aumento do nível dos reservatórios e das águas nos rios pode provocar doenças relacionadas à água, como dengue e esquistossomose. O contato com os operários das obras pode aumentar os casos de doenças sexualmente transmissíveis.
20. Risco da proliferação de vetores: Os canais, reservatórios e açudes são ambientes propícios ao hospedeiro da esquistossomose e vetores da dengue, malária e febre amarela.
21. A propagação das doenças acima pode pressionar os serviços de saúde na região atingida.

É necessário afirmar que não é calculável em valores exatos os danos totais que este projeto poderia causar, portanto é certo de que a lista acima é um Sumário, de forma que a lista desses impactos — tanto os positivos como os negativos — estendem-se muito mais, além dos pontos citados.

### Novos trechos
- Eixo Sul: A extensão estimada é de cerca de 400 quilômetros, construindo um canal que levará a água do São Francisco (a partir de Juazeiro, Bahia) para a Barragem de São José, no município de São José do Jacuípe (Bahia) com a perenização dos rios Vaza-Barris e Itapicuru.
- Eixo Oeste: Neste eixo, deverá ser composto por mais de um canal. Além do São Francisco, existe a possibilidade de retirar água do aquífero do vale do Gurgueia.

### Trechos em operação
A licitação da obra foi realizada em 2007, durante o Governo Lula, com a apresentação de seu Projeto Básico, e teve início no ano seguinte com entrega idealizada para 2012. Porém, devido à magnitude do projeto e seus desafios, sua entrega foi adiada diversas vezes e precisou ocorrer em etapas.

#### Eixo Leste
No dia 8 de março de 2017, a água atravessava a divisa entre Pernambuco e a Paraíba, na cidade de Monteiro. O açude São José, em Monteiro, que apresentava 12,1% nessa data, encontrava-se sangrando (transbordando) em 2 de fevereiro de 2018. O açude Poções, também em Monteiro, apresentou evolução no período de 0,8% para 6,47% em 1º de fevereiro de 2018.
Depois de Monteiro, a água segue pelo rio Paraíba, passando pelos açudes de Poções, Camalaú, Epitácio Pessoa, conhecido como Boqueirão, depois segue para o Canal Acauã-Araçagi, chegando até um perímetro irrigado na cidade de Sapé. Para facilitar a passagem da água, os açudes de Poções e Camalaú  passaram por obras para abertura de espaço nas barragens.
O açude Camalaú evoluiu de 5,85% em 21 de março de 2017 para 14,81% em 1º de fevereiro de 2018.
O açude de Boqueirão (PB), que abastece Campina Grande e outras 18 cidades do Agreste, beneficiando 1 milhão de pessoas, vem recebendo recarga das águas da transposição do Rio São Francisco desde 18 de abril de 2017, evitando o colapso hídrico da região. Nessa época, o açude acumulava 2,9% de sua capacidade, o seu pior nível na história. Com a obra, o açude marcava 10,28% da capacidade total em 02 de fevereiro de 2018, com 42.326.032 m³, marca que não era atingida desde março de 2016.
O fim do racionamento na cidade de Campina Grande ocorreu no dia 25 de agosto de 2017, quando o açude atingiu o nível de 8,2%. O episódio foi marcado pelo questionamento quanto à segurança hídrica, mas foi liberado após decisão do Tribunal de Justiça da Paraíba.
Em 18 de julho de 2017, uma resolução da Agência Nacional da Águas (ANA) autorizou o uso da água da transposição do Rio São Francisco para irrigação na Paraíba. Estimou-se que a medida iria beneficiar mil agricultores para a prática de irrigação para agricultura familiar, com limite para cada família plantar e irrigar até meio hectare.  O modelo de irrigação permitido é limitado às técnicas de gotejamento e microaspersão.
A resolução tem validade até o 26 de março de 2018, quando chega ao fim a fase de pré-operação do Rio São Francisco, ou seja, enquanto não é cobrada taxa pelo uso das águas da transposição. Após essa data, a irrigação vai depender de uma nova resolução.
Em 16 de janeiro de 2018, a vazão que chegava ao Portal das Águas, na cidade de Monteiro, era de 3,78 m³/s. A plataforma localizada no açude São José 2, em Monteiro, apresentava vazão de 3,67 m³/s. A medição em Sumé era de 2,75 m³/s. Já na cidade de Caraúbas, era de 2,71 m³/s e, em São Domingos do Cariri, 2,36 m³/s.
Em agosto de 2019, foram relatados problemas estruturais na obra, como rachaduras, assoreamento e crescimento de vegetação, além da interrupção do bombeamento de água para a Paraíba desde fevereiro de 2019. Em novembro de 2019, foi retomado o bombeamento das águas para a Paraíba. Em abril de 2020, o açude Epitácio Pessoa alcançava mais de 60% de capacidade, com a contribuição de fortes chuvas na região. Em abril de 2020, houve nova suspensão, para reparo em problemas causados pelas chuvas na estrutura do rio Moxotó, com previsão de retorno para 8 de maio.

#### Eixo Norte
Em 2015, ocorreu a entrega da primeira estação de bombeamento no eixo Norte, pela presidente Dilma Rousseff,  e, em 26 de junho de 2020, a inauguração de um trecho do Eixo Norte, que leva água ao estado do Ceará, com a passagem das águas do Reservatório Milagres (PE) para o Reservatório Jati (CE).
De Jati, percorre o Cinturão das Águas, num trecho de 53 km, até o riacho Seco, em Missão Velha, fluindo pelo rio Salgado e rio Jaguaribe, até alcançar o açude Castanhão, passando no caminho pelos municípios de Icó, Aurora, Lavras da Mangabeira, Jaguaribe e Jaguaribara.
As comportas liberando as águas do Reservatório de Jati para o Cinturão das Águas foram abertas em 20 de agosto de 2020.
Em 1º de março de 2021, foram abertas as comportas do Km 53 do Cinturão das Águas em Missão Velha.
Em 10 de março de 2021, as águas do rio São Francisco chegaram ao açude Castanhão.
Em 25 de janeiro de 2022, as águas da transposição do rio São Francisco chegaram à Barragem Engenheiro Avidos, em Cajazeiras, na Paraíba. Posteriormente, a água passou pelo reservatório São Gonçalo, em Sousa (PB) e se misturou com o rio Piranhas-Açu, entre os municípios de Pombal (PB) e São Bento (PB).
Em 9 de fevereiro de 2022, ocorreu a chegada das águas a Jardim de Piranhas (RN), na região do Seridó.

## Programas ambientais propostos

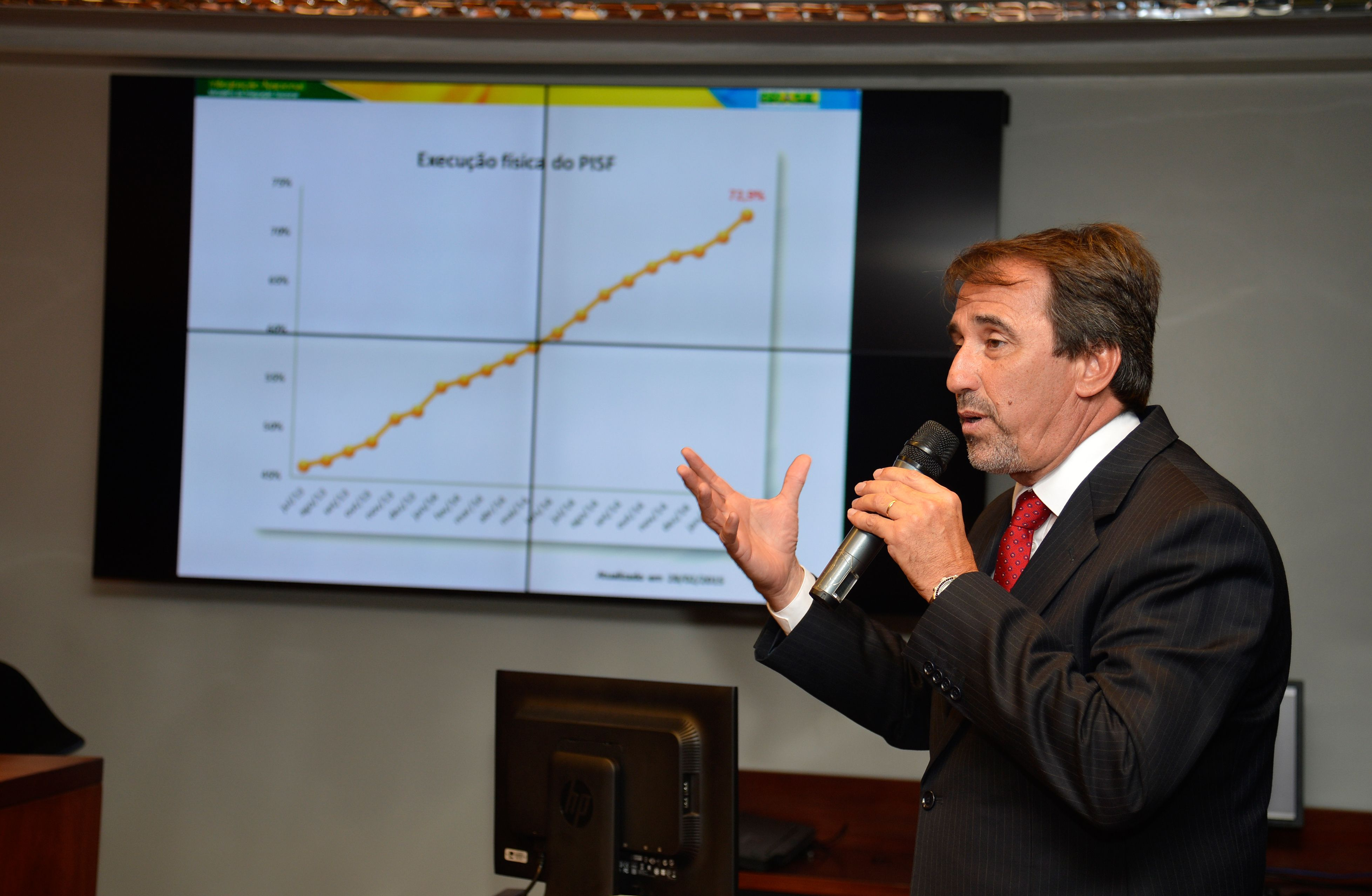
O ministro da Integração Nacional, Gilberto Occhi, fala na Comissão externa da Câmara dos Deputados que trata do assunto sobre obras de transposição do São Francisco (2015).

O RIMA propõe ainda 24 programas ambientais a serem implementados, com a função de prevenção, atenuação e correção de impactos, bem como para monitorar e acompanhar as mudanças ambientais na região. Alguns destes programas propostos visam garantir que os benefícios do Projeto sejam alcançados e a promoção das melhorias na qualidade de vida e ambiental da região semiárida por onde passarão os canais. A responsabilidade de execução dos programas é do empreendedor.
Os programas são os seguintes:
- Programas de apoio às obras:

- - Plano Ambiental de Construção (PAC): Este programa define todas as medidas de preservação a serem adotadas durante a implantação do sistema de condução das águas e medidas específicas para o restante do empreendimento.
  - Programa de Treinamento e Capacitação de Técnicos da Obra em Questões Ambientais, cujo objetivo é sensibilizar os técnicos e trabalhadores a respeito dos procedimentos de saúde, segurança e meio ambiente adequados às obras.
  - Programa de Identificação e Salvamento de Bens Arqueológicos, com o objetivo de estudar o Patrimônio Cultural na área envolvida, identificar os sítios arqueológicos e executar o salvamento arqueológico do material coletado.

- Programas de preservação de açudes e rios do Semiárido:

- - Programa de Indenizações de Terras e Benfeitorias, com o objetivo de criar um plano de indenização dos proprietários das terras que serão ocupadas pelos canais.
  - Programa de Reassentamento de Populações, cuja meta é propiciar às populações a serem removidas condições sociais e econômicas no mínimo similares ou superiores às condições de vida atuais.
  - Programa de Recuperação de Áreas Degradadas: Seu objetivo é a restauração ambiental nos locais afetados pela obra, executar a contenção de encostas da rede de drenagem e controlar os processos erosivos nas áreas que sofrerem a intervenção, controlar possíveis focos de vetores e recuperar a paisagem após as obras.
  - Programa de Limpeza e Desmatamento dos Reservatórios, para manter a qualidade da água nos reservatórios.

- Programas compensatórios:

- - Programa de Apoio Técnico às Prefeituras: A meta é dar apoio técnico e/ou financeiro às prefeituras de locais onde os efeitos do empreendimento sejam sentidos com mais intensidade. Para isto, prevê-se a melhoria do sistema viário, obras de saneamento, construção de escolas rurais e urbanas, melhoria da infraestrutura de saúde e esporte e lazer.
  - Programa de Desenvolvimento das Comunidades Indígenas, cujo objetivo é o suporte técnico e financeiro às comunidades atingidas, através de apoio a alternativas de produção, reforço a atividades artesanais, melhoria nos serviços de saúde e saneamento e apoio aos projetos da comunidade.
  - Programa de Compensação Ambiental, que visa atender à Resolução CONAMA n. 002/96 e à Lei 9.985/2000, que estabelece que o empreendimento cuja implantação causa alterações no meio ambiente deve destinar, como medida compensatória, um montante equivalente a, no mínimo, 0,5% do seu valor global para o custeio de atividades ou aquisição de bens para Unidades de Conservação. Para isto prevê a preservação da vegetação de caatinga e a criação de Unidades de Conservação, bem como o apoio às já existentes.
  - Programa de Conservação e Uso do Entorno e das Águas dos Reservatórios: Este programa deve ser entendido como um instrumento de planejamento e gestão dos usos dos recursos naturais, relativo aos usos das águas e das áreas de entorno dos reservatórios.
  - Programa de Implantação de Infraestrutura de Abastecimento de Água às Populações ao longo dos Canais: Este programa visa definir ações que viabilizem o acesso à água aos habitantes das áreas rurais que margeiam os canais e reservatórios.
  - Programa de Fornecimento de Água e Apoio Técnico para Pequenas Atividades de Irrigação ao longo dos Canais para as Comunidades Agrícolas
  - Programa de Apoio ao Desenvolvimento de Atividades de Piscicultura: visa promover o cultivo de peixes em tanques-rede para consumo local e em escala comercial.
  - Programa de Apoio e Fortalecimento dos Projetos de Assentamentos Existentes ao longo dos Canais: Foram mapeados oito assentamentos rurais na região do projeto, distribuídas nos municípios de Floresta (PE), Cajazeiras (PB) e Ipaumirim (CE). Prevê-se a realização de obras para disponibilizar a irrigação de 4 ha de terra por família de assentado nas regiões em que o solo local seja considerado de qualidade e quantidade para as atividades agropecuárias.
  - Programa de Regularização Fundiária nas Áreas do Entorno dos Canais: Segundo estudo do INCRA, na região abrangida pelo projeto, cerca de 26% da área registrada são posses, ou seja, são áreas sem registro cartorial regular. Entretanto, a titularidade dos imóveis é ainda mais precária, pois apenas metade da área rural se encontra registrada no INCRA. Este programa visa promover a regularização fundiária das áreas potencialmente irrigáveis no entorno dos canais.

- Programas de controle e monitoramento:

- - Programa de Monitoramento de Vetores e Hospedeiros de Doenças: Este programa prevê ações para identificação e prevenção de vetores e hospedeiros.
  - Programa de Controle da Saúde Pública, que prevê a instalação de quatro subprogramas:

-   - Prevenção da Violência e Acidentes de Trânsito;
  - Prevenção de Doenças Sexualmente Transmissíveis;
  - Prevenção de Acidentes com Animais Peçonhentos;
  - Prevenção de Doenças de Veiculação Hídrica.

- - Programa de Monitoramento da Qualidade da Água e Limnologia, que prevê monitoramento constante da qualidade da água em presença de algas tóxicas nos mananciais aquáticos localizados na área do projeto e, também, das alterações na qualidade da água próximas às cidades e às regiões irrigadas.
  - Programa de Conservação da Fauna e da Flora, cuja meta é fornecer diretrizes para a conservação da flora e da fauna local e subsídios para sua gestão sustentável.
  - Programa de Prevenção à Desertificação, que prevê ações como identificação de áreas mais frágeis para a flora e a fauna, redução do processo erosivo, recomposição e proteção dos solos nas áreas degradadas, minimização dos riscos de salinização das águas e redução da fragmentação da caatinga.

- Programas complementares para gestão do projeto:

- - Plano de Gestão, Supervisão e Auditoria Ambiental
  - Programa de Comunicação Social
  - Programa de Educação Ambiental

## Controvérsias

### Aspectos geográficos e políticos

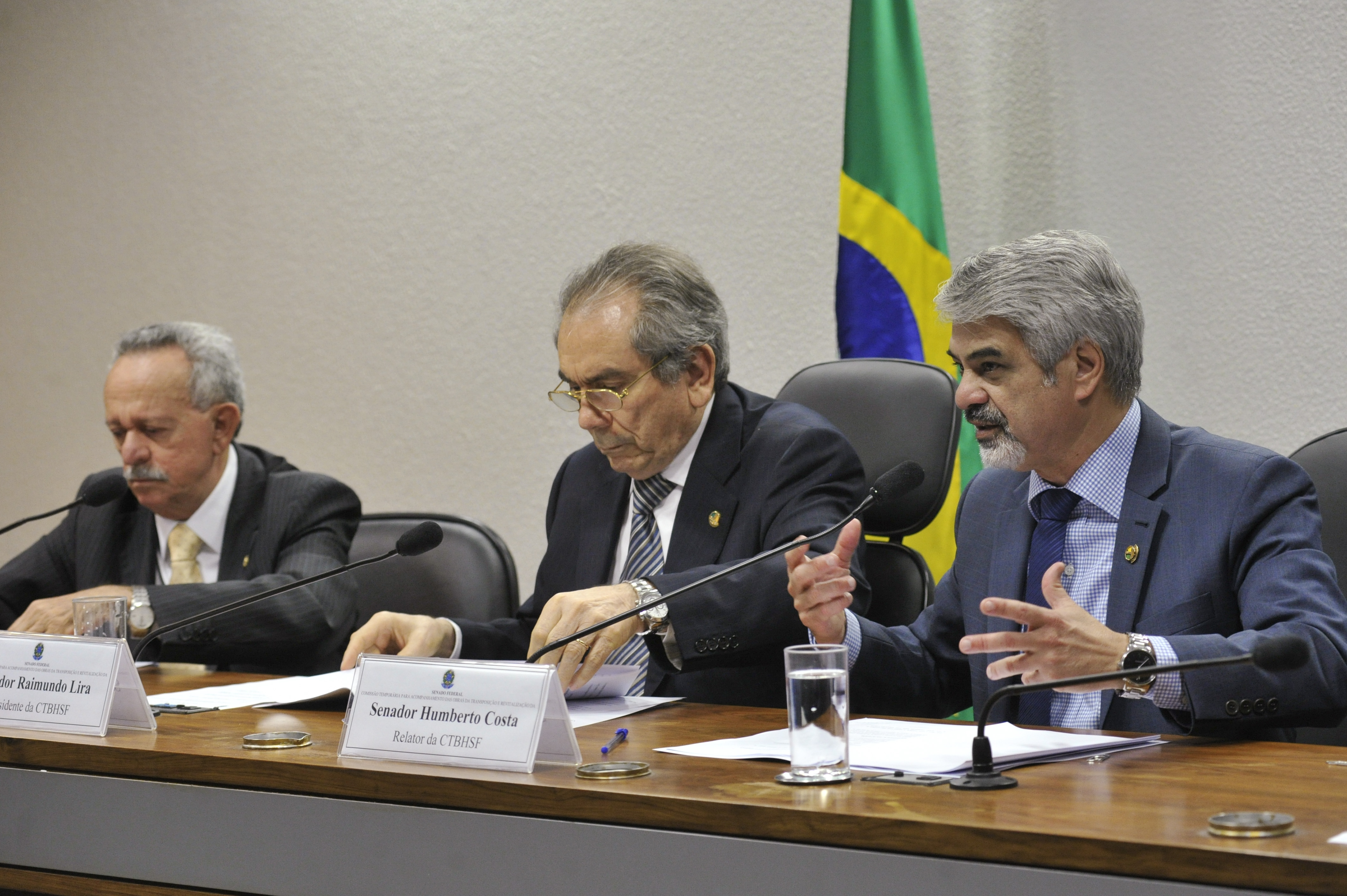
Reunião da Comissão Temporária para Acompanhamento das Obras da Transposição e Revitalização da Bacia Hidrográfica do Rio São Francisco no Congresso Nacional.

O rio São Francisco, após o ponto de captação no Eixo Leste, em seu trajeto até a foz é o limite geográfico do estado da Bahia com o estado de Pernambuco e entre Alagoas e Sergipe, constituindo-se no recurso hídrico mais importante desta região, que também é semiárida e padece do problema de acesso à água por parte da população. A região do Baixo São Francisco, que corresponde ao trecho entre Paulo Afonso e a foz, possui municípios com os piores índices de desenvolvimento humano do país.
O Ceará, a Paraíba e o Rio Grande do Norte são estados que não possuem rios perenes, portanto a ideia de perenizar alguns rios através da transposição ganhou grande e justa adesão. Neste contexto, a proposta da transposição dividiu o Nordeste: de um lado, os estados "doadores" (Minas Gerais e Bahia), situados a montante, posicionaram-se contra por motivos políticos, uma vez que águas passadas não movem moinho; e os estados "receptores", necessitados de água, a favor da transposição.
No que se refere a esses aspectos políticos que influenciaram o projeto da transposição, os estudos publicados de Carvalho e Menandro (2017) e Carvalho e Espíndula (2014) mostram como o governo promove, através dos meios de comunicação em massa, o projeto e como ele existe na prática. Mostram ainda como cada estado da federação, receberá ou doará águas, quais os benefícios serão gerados, quais partidos políticos têm mais força em determinada região, etc., são fundamentais para influenciar os meios impressos sobre o posicionamento favorável ou contrário à transposição.
Temia-se que essa transposição só iria beneficiar os grandes latifundiários nordestinos, pois grande parte do projeto passaria por grandes fazendas, todavia o INCRA ficou encarregado de participar na distribuição de terras entre os pequenos e médios agricultores ao longo dos canais. Deve-se ainda lembrar que se trata essencialmente de distribuir água para abastecimento de inúmeras cidades do interior e capitais e para dessedentação de animais que sofrem com uma seca com pequeno tempo de recorrência, já bastante estudada pela ciência da Hidrologia.
Uma Comissão de Estudos, que contou com a participação dos engenheiros e pesquisadores Jorge Paes Rios (coordenador), Braz Alberto Gravina, Célio Gago Pereira, Cláudio Nóbrega, Gerson Lerner e Paulo Poggi (relator), dentre outros, apresentou em 2005 as seguintes conclusões principais encaminhadas a todos os Ministérios envolvidos, a toda a comunidade científica e à sociedade em geral:
1. É imprescindível abastecer, a partir do rio São Francisco, regiões carentes de água do Nordeste Brasileiro, a fim de atender as necessidades básicas de seus habitantes e viabilizar seu desenvolvimento socioeconômico sustentado.
2. É conveniente implantar em etapas o Eixo Norte do projeto, que irá abastecer regiões áridas dos estados de Pernambuco, Ceará, Paraíba e Rio Grande do Norte, revendo, onde necessário, a programação das obras e os projetos de engenharia, buscando economias e o pleno aproveitamento das obras e equipamentos, dentro de curto prazo após sua implantação.
3. Deve ser providenciada, em tempo hábil, a implantação das obras e medidas complementares necessárias ao pleno aproveitamento das águas que cada etapa dos sistemas adutores tiver capacidade de aduzir, tais como adutoras, projetos de irrigação, cisternas, etc.
4. É aconselhável realizar um estudo completo de possíveis alternativas ao Eixo Leste e ao Ramal do Agreste do projeto, os quais se destinam basicamente ao atendimento das carências de água existentes nas bacias orientais (litorâneas) dos estados de Pernambuco e Paraíba, procurando uma solução mais econômica do que a do atual projeto básico.
5. Quando as adutoras estiverem em funcionamento, não se deverá deixar de cobrar, de cada usuário, a parcela do custo total de operação e manutenção do eixo adutor que o atende, correspondente ao volume de água que recebe, excetuando-se somente os usos insignificantes previstos na Lei 9.433/97 (Lei das Águas), para não estimular empreendimentos que utilizem a água de modo antieconômico.
6. É obrigatório realizar concomitantemente ao empreendimento em pauta a Revitalização da Bacia do Rio São Francisco.
7. É recomendável adotar a maior transparência e divulgação possível dos trabalhos e dispêndios ligados ao projeto, para que a sociedade brasileira possa acompanhar permanentemente o que está sendo feito e como estão sendo aplicados os recursos necessários para o empreendimento, os quais, em última análise, são por ela fornecidos.
8. Visando atingir finalidade social no uso da terra, é necessário implantar perímetros irrigados, com lotes unifamiliares, para assentamento de populações da região, a medida que forem operacionalizadas as adutoras.

### Aspectos jurídicos
Tramitam no Supremo Tribunal Federal pelo menos 14 ações contra a transposição. Segundo Khouri, os seguintes aspectos estão sendo contestados:
- Terras indígenas:

O ponto de captação do Eixo Norte situa-se no território indígena Truká, já demarcado. Trechos dos canais situam-se também em território Truká em processo de demarcação pela Funai. O artigo 49, inciso XVI, estabelece que é competência exclusiva do Congresso Nacional autorizar a utilização de recursos naturais em terra indígena. Esta matéria não foi deliberada pelo Congresso Nacional. O artigo 231 torna obrigatória a consideração da opinião das comunidades afetadas pela utilização dos recursos hídricos que estejam em seu território, o que também não ocorreu.
- Normas de recursos hídricos:

O Plano de Bacia, aprovado pelo Comitê da Bacia Hidrográfica do São Francisco (CBHSF), permite que os recursos hídricos da Bacia possam ser aproveitados fora da mesma para uso humano e animal em caso de comprovada escassez. No caso do projeto, a Agência Nacional de Águas (ANA) já outorgou o uso das águas para irrigação, carcinicultura e para a indústria, conforme previsto na Lei 9.433/97.
- Normas ambientais:

Os Estudos de Impacto Ambiental e os Relatórios de Impacto Ambiental (EIA/Rima) referem-se apenas aos canais de transposição e consideram os reais impactos positivos e negativos na Bacia do São Francisco e nas bacias receptoras. O Instituto Brasileiro do Meio Ambiente e dos Recursos Naturais Renováveis (Ibama) já aprovou estes estudos. À medida que o projeto inicial foi sendo modificado, novos estudos deveriam ter sido efetuados, o que também não ocorreu. O estudo de alternativas ao projeto (Resolução Conama 1/86) está completo: a obra é comparada com as cisternas, poços, dessalinização ou com a não realização da obra ficando evidente que a transposição em si é a mais viável sob os pontos de vista técnicos, econômicos, sociais e ambientais.